# Bill Russell NBA Finals Most Valuable Player Award
Der Bill Russell NBA Finals Most Valuable Player Award, ehemals nur NBA Finals Most Valuable Player Award, wird seit 1969 an den besten Spieler der Finalserie (MVP) der National Basketball Association vergeben. Im Jahr 2009 entschied NBA-Commissioner David Stern, den Preis nach dem Hall-of-Famer Bill Russell zu benennen.

## Wahlvorgang
Die Auszeichnung wird unmittelbar nach dem entscheidenden Spiel der Serie vergeben, die Wahl der Jury ist daher oft spontan und richtet sich mehr nach dem letzten Spiel als nach der gesamten Final-Serie. Bestes Beispiel hierfür ist die Vergabe von 1980 an Magic Johnson von den Los Angeles Lakers, der lediglich im sechsten Spiel der NBA Finals 1980 eine herausragende Leistung zeigte, während in den fünf vorhergehenden Partien Kareem Abdul-Jabbar der herausragende Akteur war.
Es ist zudem ein ungeschriebenes Gesetz bei der Vergabe des Finals MVP Awards, dass nur ein Spieler aus der Siegermannschaft die Auszeichnung erhalten darf (einzige Ausnahme dieser Regel war die Vergabe an Jerry West, 1969). Dies führte (wenn auch selten) dazu, dass „notgedrungen“ im Siegerteam ein MVP gesucht wird, während der beste Spieler der Finalserie aus dem Verliererteam kam. Bestes Beispiel hierfür sind die NBA Finals 2004, in denen Chauncey Billups von den Detroit Pistons ausgezeichnet wurde, obwohl Shaquille O’Neal von den unterlegenen Los Angeles Lakers der beste Spieler der Serie war.

## Preisträger
Die meisten Finals MVP Awards gewann Michael Jordan mit insgesamt sechs (1991, 1992, 1993, 1996, 1997, 1998). Die jüngsten Gewinner waren Magic Johnson im Alter von 20 Jahren und 10 Monaten (1980) und Kawhi Leonard mit 22 Jahren und 11 Monaten (2014). Die ältesten Gewinner waren Kareem Abdul-Jabbar mit 38 Jahren und 2 Monaten (1985) sowie Michael Jordan im Alter von 35 Jahren und 4 Monaten (1998).
Der erste europäische Spieler, der zum Finals MVP gewählt wurde, war der Franzose Tony Parker von den San Antonio Spurs, der seine Mannschaft in der Saison 2006/07 zum NBA-Titel führen konnte.
Der erste deutsche Spieler, der zum Finals MVP gewählt wurde, war Dirk Nowitzki von den Dallas Mavericks, der in der Saison 2010/11 seine Mannschaft zum Titel führen konnte.
Andre Iguodala ist der erste MVP, der nicht in jedem Spiel der Finalserie in der Starting Five stand.
| Finals | Preisträger         | Team                   |
| ------ | ------------------- | ---------------------- |
| 1969   | Jerry West          | Los Angeles Lakers     |
| 1970   | Willis Reed         | New York Knicks        |
| 1971   | Lew Alcindor        | Milwaukee Bucks        |
| 1972   | Wilt Chamberlain    | Los Angeles Lakers     |
| 1973   | Willis Reed         | New York Knicks        |
| 1974   | John Havlicek       | Boston Celtics         |
| 1975   | Rick Barry          | Golden State Warriors  |
| 1976   | Jo Jo White         | Boston Celtics         |
| 1977   | Bill Walton         | Portland Trail Blazers |
| 1978   | Wes Unseld          | Washington Bullets     |
| 1979   | Dennis Johnson      | Seattle SuperSonics    |
| 1980   | Magic Johnson       | Los Angeles Lakers     |
| 1981   | Cedric Maxwell      | Boston Celtics         |
| 1982   | Magic Johnson       | Los Angeles Lakers     |
| 1983   | Moses Malone        | Philadelphia 76ers     |
| 1984   | Larry Bird          | Boston Celtics         |
| 1985   | Kareem Abdul-Jabbar | Los Angeles Lakers     |
| 1986   | Larry Bird          | Boston Celtics         |
| 1987   | Magic Johnson       | Los Angeles Lakers     |
| 1988   | James Worthy        | Los Angeles Lakers     |
| 1989   | Joe Dumars          | Detroit Pistons        |
| 1990   | Isiah Thomas        | Detroit Pistons        |
| 1991   | Michael Jordan      | Chicago Bulls          |
| 1992   | Michael Jordan      | Chicago Bulls          |
| 1993   | Michael Jordan      | Chicago Bulls          |
| 1994   | Hakeem Olajuwon     | Houston Rockets        |
| 1995   | Hakeem Olajuwon     | Houston Rockets        |
| 1996   | Michael Jordan      | Chicago Bulls          |
| 1997   | Michael Jordan      | Chicago Bulls          |
| 1998   | Michael Jordan      | Chicago Bulls          |

| Finals | Preisträger             | Team                  |
| ------ | ----------------------- | --------------------- |
| 1999   | Tim Duncan              | San Antonio Spurs     |
| 2000   | Shaquille O’Neal        | Los Angeles Lakers    |
| 2001   | Shaquille O’Neal        | Los Angeles Lakers    |
| 2002   | Shaquille O’Neal        | Los Angeles Lakers    |
| 2003   | Tim Duncan              | San Antonio Spurs     |
| 2004   | Chauncey Billups        | Detroit Pistons       |
| 2005   | Tim Duncan              | San Antonio Spurs     |
| 2006   | Dwyane Wade             | Miami Heat            |
| 2007   | Tony Parker             | San Antonio Spurs     |
| 2008   | Paul Pierce             | Boston Celtics        |
| 2009   | Kobe Bryant             | Los Angeles Lakers    |
| 2010   | Kobe Bryant             | Los Angeles Lakers    |
| 2011   | Dirk Nowitzki           | Dallas Mavericks      |
| 2012   | LeBron James            | Miami Heat            |
| 2013   | LeBron James            | Miami Heat            |
| 2014   | Kawhi Leonard           | San Antonio Spurs     |
| 2015   | Andre Iguodala          | Golden State Warriors |
| 2016   | LeBron James            | Cleveland Cavaliers   |
| 2017   | Kevin Durant            | Golden State Warriors |
| 2018   | Kevin Durant            | Golden State Warriors |
| 2019   | Kawhi Leonard           | Toronto Raptors       |
| 2020   | LeBron James            | Los Angeles Lakers    |
| 2021   | Giannis Antetokounmpo   | Milwaukee Bucks       |
| 2022   | Stephen Curry           | Golden State Warriors |
| 2023   | Nikola Jokić            | Denver Nuggets        |
| 2024   | Jaylen Brown            | Boston Celtics        |
| 2025   | Shai Gilgeous-Alexander | Oklahoma City Thunder |